# Jarkko Lahdenmäki
Jarkko Lahdenmäki (Kemijärvi, 16 aprile 1991) è un calciatore finlandese, difensore del RoPo.

## Carriera

### Club
Lahdenmäki ha cominciato la carriera con la maglia del RoPS. Ha esordito in Ykkönen in data 25 aprile 2010, schierato titolare nella vittoria casalinga per 3-0 sullo MP. Il 13 giugno successivo ha trovato la prima rete in squadra, nella vittoria interna per 8-0 sul TPV. In quella stagione, ha contribuito alla promozione del RoPS in Veikkausliiga.
Il 19 maggio 2011 ha così disputato la prima partita nella massima divisione locale, schierato titolare nella vittoria esterna per 0-4 sul MyPa. Successivamente, Lahdenmäki si è alternato tra Santa Claus e TP-47, con la formula del prestito.
Il 17 luglio 2014 ha avuto l'opportunità di esordire nelle competizioni europee per club, venendo schierato titolare nell'andata del secondo turno di qualificazione all'Europa League, in cui la sua squadra ha pareggiato per 1-1 contro l'Asteras Tripolīs.
Il 17 febbraio 2017, i norvegesi del Fredrikstad – militanti in 1. divisjon, secondo livello del campionato locale – hanno annunciato d'aver ingaggiato Lahdenmäki, con un contratto annuale. Ha esordito il 2 aprile, nel pareggio per 2-2 sul campo dello Start. Al termine dell'annata, il Fredrikstad è retrocesso in 2. divisjon.
Ad agosto 2019 viene messo sotto contratto dai norvegesi del Mjølner.